# Hara (Jämtland)
Hara – miejscowość (tätort) w Szwecji, w regionie administracyjnym (län) Jämtland, w gminie Östersund.
Według danych Szwedzkiego Urzędu Statystycznego liczba ludności wyniosła: 234 (31 grudnia 2015), 239 (31 grudnia 2018) i 232 (31 grudnia 2019).